# ليفستوناوية
الليفستوناوية (الاسم العلمي: Livistoneae) هي قبيلة من النباتات تتبع الفصيلة الفوفلية من رتبة الفوفليات.

## تحت قبائل الليفستوناوية
- الليفستونينة
- الرابسينة